# Ligne B du tramway de Nice
La ligne B du tramway de Nice est une ligne de tramway à Nice, dans les Alpes-Maritimes, en France. Cette ligne du tramway de Nice relie l'aéroport de Nice-Côte d'Azur à la CADAM en six stations, à compter du 6 janvier 2025. Elle emprunte pour ce faire des voies existantes jusqu'alors utilisées par les lignes 2 et 3, dont le tracé est modifié en même temps que son lancement.
Elle est une amorce de la future ligne 4 du tramway de Nice[réf. nécessaire].

## Histoire
En 2024, en prévision de l'arrivée de la nouvelle ligne 4, mais aussi pour permettre une meilleure desserte de l'Eco Vallée, le réseau de transport Lignes d'Azur décide de changer l'ordre des lignes dès la rentrée de janvier 2025.
La ligne 2 perd sa branche vers CADAM, et ne dessert plus que l'aéroport. La ligne 3, quant à elle, part désormais du Port Lympia, et se sépare de la ligne 2 à la station Grand Arénas, afin de continuer vers Saint-Isidore.
La station CADAM / Centre Administratif n'étant plus desservie par ce nouveau réaménagement, Lignes d'Azur créent la ligne B. Elle part du CADAM, et reprend la branche de la ligne 2 jusqu'à Grand Arénas. Elle ne bifurque ensuite plus vers Port Lympia, mais continue tout droit, vers l'aéroport. Elle devient la ligne la plus courte du réseau, avec seulement 6 stations.